# Nessuno è solo (Tiziano Ferro)
Nessuno è solo è il terzo album in studio del cantautore italiano Tiziano Ferro, pubblicato il 23 giugno 2006.
L'album è stato inserito nella lista dei 100 migliori album italiani secondo Rolling Stone alla posizione numero 60. Il disco è stato realizzato anche in lingua spagnola con il titolo Nadie está solo.

## Descrizione
A differenza dei precedenti album Rosso relativo (2001) e 111 (2003), Nessuno è solo segna un leggero distacco dalle sonorità contemporary R&B e presenta brani che ricordano vagamente la disco music degli anni ottanta, come ad esempio il singolo di lancio Stop! Dimentica. All'interno del disco si trovano anche canzoni molto più vicine al pop melodico, come ad esempio Ed ero contentissimo.
Il disco contiene anche un duetto con Biagio Antonacci nel brano Baciano le donne. La canzone Mio fratello è dedicata al fratello minore del cantante, Flavio, mentre Già ti guarda Alice è stata scritta per la piccola cuginetta appena nata. Alla fine dell'album è inoltre presente una traccia fantasma in cui è possibile sentire la voce di Tiziano Ferro all'età di 7 anni cantare due brevi brani da lui composti, Il cielo e Gli occhi.
Il brano Ti scatterò una foto è la colonna sonora del film Ho voglia di te, tratto dall'omonimo romanzo di Federico Moccia. Nel brano E Raffaella è mia il cantautore immagina di possedere, per un solo giorno, la celebre soubrette italiana Raffaella Carrà e di ammirarla e sentirla cantare sotto l'invidia di tutto il vicinato.
L'album è stato promosso attraverso il Nessuno è solo Tour 2007, partito da Ancona il 20 gennaio 2007 e terminato a Verona il 15 marzo dello stesso anno. La sessione estiva del tour si è aperta a Latina, città natale del cantautore, per poi concludersi a Cattolica. Successivamente ha preso il via anche la tappa europea, che ha portato Ferro ad esibirsi anche in Austria, Germania e Belgio.
Il 29 luglio 2016 la Carosello Records ha ripubblicato l'album in formato CD, mentre il 23 settembre dello stesso anno per la prima volta anche in formato LP.

## Tracce
Testi e musiche di Tiziano Ferro, eccetto dove indicato.

### Nessuno è solo
1. Tarantola d'Africa – 4:40
2. Ti scatterò una foto – 4:33
3. Ed ero contentissimo – 4:13
4. Stop! Dimentica – 3:49
5. E fuori è buio – 3:43 (musica: Tiziano Ferro, Diana Tejera)
6. Salutandotiaffogo – 3:43
7. E Raffaella è mia – 3:15
8. La paura che... – 4:00
9. Baciano le donne (feat. Biagio Antonacci) – 3:09
10. Già ti guarda Alice – 4:08
11. Mio fratello – 4:53 – a seguire, dopo 9 minuti di silenzio, una traccia fantasma contenente i brani Il cielo e Gli occhi (per un totale di 16:41 di durata)

DVD bonus
1. Interview (Italian/English/Spanish)
2. Stop! Dimentica
3. Stop! Olvídate
4. Making of the Video
5. Stop! Dimentica (Studio Playback)
6. Stop! Olvídate (Studio Playback)
7. Photogallery

### Nadie está solo
1. Tarántula de África – 4:40
2. Te tomaré una foto – 4:33
3. Y estaba contentísimo – 4:13
4. Stop! Olvídate – 3:49
5. Y está oscuro – 3:43 (musica: Tiziano Ferro, Diana Tejera)
6. Despidiéndoteahogo – 3:43
7. Y Raffaella es mía – 3:15
8. El miedo que... – 4:00
9. Baciano le donne (feat. Biagio Antonacci) – 3:09
10. Già ti guarda Alice – 4:08
11. Mio fratello – 4:53 – a seguire, dopo 9 minuti di silenzio, una traccia fantasma contenente i brani Il cielo e Gli occhi (per un totale di 16:41 di durata)

Tracce bonus (America Latina, Stati Uniti)
1. Mi credo (feat. Pepe Aguilar) – 5:11 (testo: Enrique Guzmán Yáñez, Tiziano Ferro – musica: Enrique Guzmán Yáñez)
2. Stop! Dimentica – 3:49

## Formazione
Musicisti
- Tiziano Ferro – voce, arrangiamenti vocali
- Davide Tagliapietra – chitarra acustica ed elettrica, programmazione
- Pino Saracini – basso e contrabbasso
- Claudio Guidetti – basso a sei corde, lap steel guitar, chitarra (tracce 9 e 11)
- Christian "Noochie" Rigano – pianoforte, Fender Rhodes, Hammond, moog, vibrafono, sintetizzatore, composizione strumenti ad arco
- Andrea Fontana – batteria
- Leonardo Di Angilla – percussioni
- The London Session Orchestra – strumenti ad arco
- Biagio Antonacci – voce aggiuntiva (traccia 9)

Produzione
- Michele Canova Iorfida – composizione strumenti ad arco, produzione artistica, registrazione, missaggio
- Davide Tagliapietra – registrazione
- Christian Rigano – registrazione
- Antonio Baglio – mastering
- Francesco Escalar – fotografia
- Mauro Lovisetto – copertina

## Successo commerciale
L'album ha venduto in tutto il mondo oltre un milione e mezzo di copie. Notevole è stato soprattutto il successo in Italia, dove il disco ha debuttato al primo posto, rimanendo saldo in vetta per 4 settimane, ed è poi rimasto in classifica per 100 settimane consecutive (equivalenti ad 1 anno e 11 mesi), conquistando 5 dischi di platino. Il 1º dicembre 2007, durante la partecipazione dell'artista alla trasmissione Amici di Maria De Filippi, Ferro ha ricevuto il disco di diamante per le oltre 400 000 copie dell'album vendute in Italia.
Nel maggio del 2012 l'album è tornato nella classifica italiana.

## Classifiche

### Classifiche settimanali
| Classifica (2006)   | Posizione massima |
| ------------------- | ----------------- |
| Austria             | 6                 |
| Belgio (Fiandre)    | 76                |
| Belgio (Vallonia)   | 8                 |
| Francia             | 166               |
| Germania            | 44                |
| Italia              | 1                 |
| Spagna              | 11                |
| Stati Uniti (latin) | 68                |
| Svizzera            | 1                 |

### Classifiche di fine anno
| Classifica (2006) | Posizione |
| ----------------- | --------- |
| Austria           | 46        |
| Belgio (Vallonia) | 79        |
| Italia            | 7         |
| Svizzera          | 13        |
| Classifica (2007) | Posizione |
| Europa            | 86        |
| Italia            | 6         |
| Classifica (2008) | Posizione |
| Italia            | 77        |